# Salsola chorassanica
Salsola chorassanica är en amarantväxtart som beskrevs av Viktor Petrovitj Botjantsev. Salsola chorassanica ingår i släktet sodaörter, och familjen amarantväxter. Inga underarter finns listade i Catalogue of Life.